# Носій ліків
Носій лікарського засобу або транспортер лікарського засобу — це субстрат, який використовується в процесі доставляння лікарського засобу, який слугує для покращення вибірковості, ефективності та/або безпеки введення лікарського засобу. Носії ліків в основному використовуються для контролю вивільнення ліків у системний кровотік. Це може бути досягнуто шляхом повільного вивільнення конкретного препарату протягом тривалого періоду часу (зазвичай через дифузію) або шляхом ініціювання вивільнення в мішені препарату певним стимулом, такими як: зміни рН, застосування тепла, активація світлом. Носії ліків також використовуються для покращення фармакокінетичних властивостей, зокрема біодоступності, багатьох ліків із поганою розчинністю у воді та/або проникністю мембран.
Було розроблено та вивчено широкий спектр систем носіїв ліків, кожна з яких має унікальні переваги та недоліки. Деякі з найбільш популярних типів носіїв ліків включають ліпосоми, полімерні міцели, мікросфери та наночастинки. Були реалізовані різні методи приєднання лікарського засобу до носія, включаючи адсорбцію, інтеграцію в об'ємну структуру, інкапсуляцію та ковалентний зв'язок. Різні типи носіїв лікарських засобів використовують різні способи приєднання, а деякі носії навіть можуть реалізувати різноманітні методи прикріплення.

## Типи носіїв

### Ліпосоми
Ліпосоми — це структури, які складаються принаймні з одного ліпідного подвійного шару, що оточує водне ядро. Ця гідрофобна/гідрофільна композиція є особливо корисною для доставляння ліків, оскільки ці носії можуть містити ряд лікарських засобів різної ліпофільності. Недоліки, пов'язані з використанням ліпосом як носіїв ліків, включають поганий контроль над вивільненням ліків. Ліки, які мають високу проникність крізь мембрани, можуть легко «витекти» з носія, тоді як оптимізація стабільності in vivo може призвести до того, що вивільнення ліків шляхом дифузії буде повільним і неефективним процесом. Значна частина поточних досліджень із застосуванням ліпосом зосереджена на покращенні доставляння протипухлинних препаратів, таких як доксорубіцин і паклітаксел.

### Полімерні міцели
Полімерні міцели є носіями ліків, утвореними агрегацією деякого амфіфілу\амфіфільної молекули з амфіфільним блок-сополімером. Ці носії утворюються в певній високій концентрації, специфічній для використовуваних сполук, яка називається критичною концентрацією міцели. Додавання амфіфільного блок-сополімеру ефективно знижує цю критичну концентрацію міцел шляхом зміщення рівноваги обміну мономерів. Ці носії можна порівняти з ліпосомами, однак відсутність водного ядра робить полімерні міцели менш сприйнятливими до різноманітних лікарських засобів.

### Мікросфери
Мікросфери — це порожнисті носії мікронного розміру, які часто утворюються шляхом самоскладання полімерних сполук, які найчастіше використовуються для інкапсуляції активного препарату для доставляння. Вивільнення ліків часто досягається шляхом дифузії через пори в структурі мікросфери або шляхом деградації оболонки мікросфери. У деяких дослідженнях, які зараз проводяться, використовуються передові методи збірки, такі як прецизійне виготовлення частинок (ПВЧ, PPF), для створення мікросфер, здатних постійно контролювати вивільнення ліків.

### Наноструктури

#### Наноалмази
Наноалмази (НАми, NDs) — це вуглецеві наночастинки, які можуть варіюватися від ~4-100 нм в діаметрі. НАми зазвичай утворюються двома способами: з частинок алмазу мікронного розміру в умовах високого тиску і високих температур, які називаються високотемпературними наноалмазами під високим тиском (2ВТ НАми, HPHT NDs), і шляхом ударно-хвильового стиснення, які називаються детонаційними наноалмазами (ДНАи, DNDs). Поверхні цих НА можуть бути модифіковані за допомогою таких процесів, як окислення та амінування, щоб змінити адсорбційні властивості.